# Письма Дж. Р. Р. Толкина
Письма Дж. Р. Р. Толкина (англ. The Letters of J. R. R. Tolkien) — книга, содержащая избранные письма английского писателя Джона Рональда Руэла Толкина. Была опубликована в 1981 году под редакцией Хамфри Карпентера и Кристофера Толкина. В неё вошло 354 письма, написанных с октября 1914 года по 29 августа 1973 года (за 4 дня до смерти автора).

## Содержание
Письма можно отнести к одной из четырёх категорий:
- личные письма, адресованные его жене Эдит, сыну Кристоферу и другим его детям;
- письма, связанные с его карьерой профессора древнеанглийского языка;
- письма его издателям;
- письма о Средиземье.

## Издание 2023 года
В 2023 году вышло новое издание «Писем». Фактически это издание содержит текст, который Карпентер подготовил для публикации в 1979 году и передал издательству Allen & Unwin, однако издатель решил, что писем слишком много. В результате Карпентер и Кристофер Толкин сократили текст примерно на 50 тысяч слов. В издании 2023 года присутствуют эти вырезанные фрагменты, в том числе 154 письма, опубликованные впервые, ещё 45 писем были дополнены.
Джозеф Локонт из The Wall Street Journal отметил, что новое издание «Писем Дж. Р. Р. Толкина» содержит новый интересный контент, однако посетовал, что поклонники творчества Толкина «могут быть разочарованы тем, что до сих пор остаётся неопубликованным».